# Masahiro Shimmyo
Masahiro Shimmyo (født 16. juli 1972) er en tidligere japansk fodboldspiller.
Han har spillet for flere forskellige klubber i sin karriere, herunder Consadole Sapporo og Ventforet Kofu.